# Francesc Antich
Francesc Antich Oliver (Caracas, 28 de noviembre de 1958-Mallorca, 2 de enero de 2025) fue un abogado y político español, presidente de las Islas Baleares entre 1999 y 2003, y entre 2007 y 2011.

## Inicios en política
Nació en Caracas (Venezuela), ciudad a la cual habían emigrado sus padres. Licenciado en Derecho, durante su infancia regresó al pueblo originario de sus padres, Algaida (Mallorca), del que fue alcalde entre 1991 y 1997 por el PSIB-PSOE. Anteriormente, durante la etapa de gobierno municipal socialista de Palma de Mallorca presidido por Ramón Aguiló, fue técnico del Instituto Municipal de la Vivienda.
En 1995 consigue un escaño en el Parlamento Balear y en el Consejo Insular de Mallorca, del cual sería nombrado Consejero de Medio Ambiente bajo el gobierno de Maria Antònia Munar. 
En 1998 gana las primarias al secretario general del PSIB-PSOE Andreu Crespí, y es designado candidato a la presidencia del Gobierno de las Islas Baleares en las elecciones de 1999.

## Presidente de las Islas Baleares
El Partido Popular pierde la mayoría absoluta por pocos votos, lo que le posibilitó poder llegar a un pacto con PSM, EU, Els Verds y UM, que le permitió contar con la mayoría necesaria para presidir el nuevo gobierno de las Islas Baleares. 
Durante su mandato se llevaron a cabo actuaciones políticas en ámbitos como la sanidad, la educación y el medio ambiente. 
Francesc Antich fue uno de los dirigentes regionales del PSOE que apoyó la candidatura de José Luis Rodríguez Zapatero en el congreso del PSOE en julio de 2000, en el que fue elegido secretario general.
En 2003, a pesar del aumento electoral del PSOE, el PP obtiene la mayoría y Jaume Matas consigue ser de nuevo Presidente de las Islas Baleares. En 2004 encabezó la candidatura del PSOE por la circunscripción de Islas Baleares en las elecciones generales, siendo elegido diputado al Congreso de los Diputados. Durante esta etapa, fue presidente de la Comisión Mixta Congreso-Senado de relaciones con el Tribunal de Cuentas.
En las elecciones autonómicas de 2007 se presentó de nuevo a la presidencia del Gobierno de las Islas Baleares mejorando notablemente los resultados de 2003. Al no obtener Jaume Matas el apoyo popular suficiente para gobernar (se quedó a un solo escaño de la mayoría absoluta), Antich pactó un gobierno de coalición de centro-izquierda con Unió Mallorquina, Bloc per Mallorca e Ibiza por el Cambio, siendo investido presidente por segunda vez el 4 de julio de 2007. Desde la ruptura del pacto con Unió Mallorquina gobierna en minoría.
En octubre de 2010 fue proclamado candidato del PSIB-PSOE para las elecciones autonómicas de 2011, comicios en los que perdió la mayoría para gobernar en favor de José Ramón Bauzá.

## Senador de las Cortes Generales
Tras la pérdida del gobierno autonómico, fue designado senador por el Parlamento de las Islas Baleares, ocupando un escaño en la Cámara Alta. El 26 de febrero de 2012 cedió la Secretaría General del PSIB a Francina Armengol.

## Cargos desempeñados
- Concejal de Algaida (1987-1997).
- Alcalde de Algaida (1991-1997).
- Diputado por Mallorca en el Parlamento Balear (1992-2004).
- Consejero de Medio Ambiente del Consejo Insular de Mallorca (1995-1999).
- Presidente de las Islas Baleares (1999-2003).
- Secretario general del PSIB-PSOE (2000-2012).
- Diputado por las Islas Baleares en el Congreso de los Diputados (2004-2007).
- Diputado por Mallorca en el Parlamento Balear (2007-2011).
- Presidente de las Islas Baleares (2007-2011).
- Senador de las Cortes Generales por Baleares (2011-2019).
- Comisionado del Gobierno en las Islas Baleares (2019-2020).
- Presidente de la Autoridad Portuaria de Baleares (2020-2022).